# پیست یاس مارینا
پیست یاس مارینا (انگلیسی: Yas Marina Circuit) یک پیست ورزش‌های موتوری در جزیره یاس، ابوظبی، امارات متحده عربی است.
این پیست که معمولاً برای مسابقات فرمول یک استفاده می‌شود در سال ۲۰۰۹ افتتاح شده و ظرفیت آن ۵۰٬۰۰۰ نفر است.

## نگارخانه

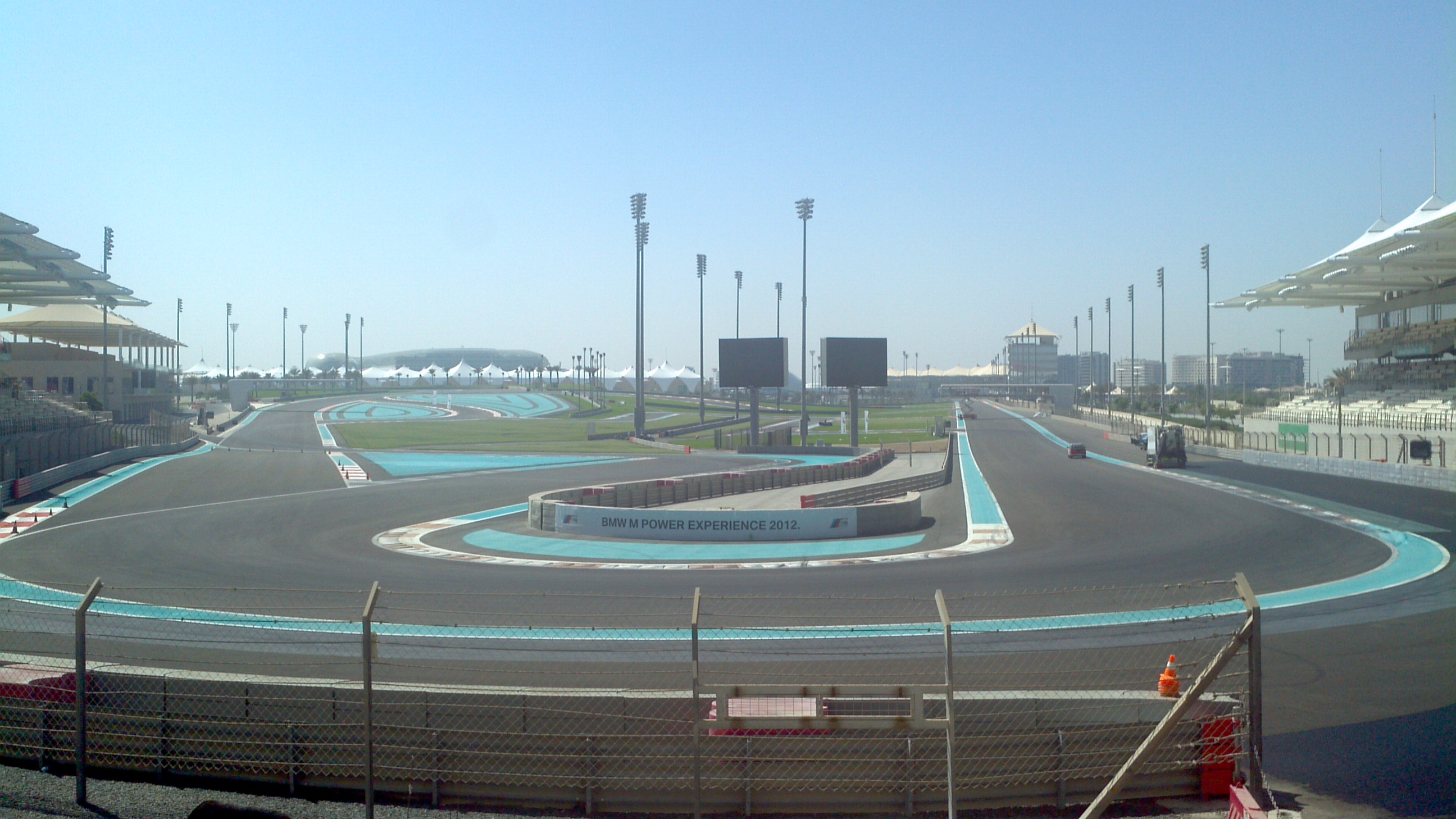
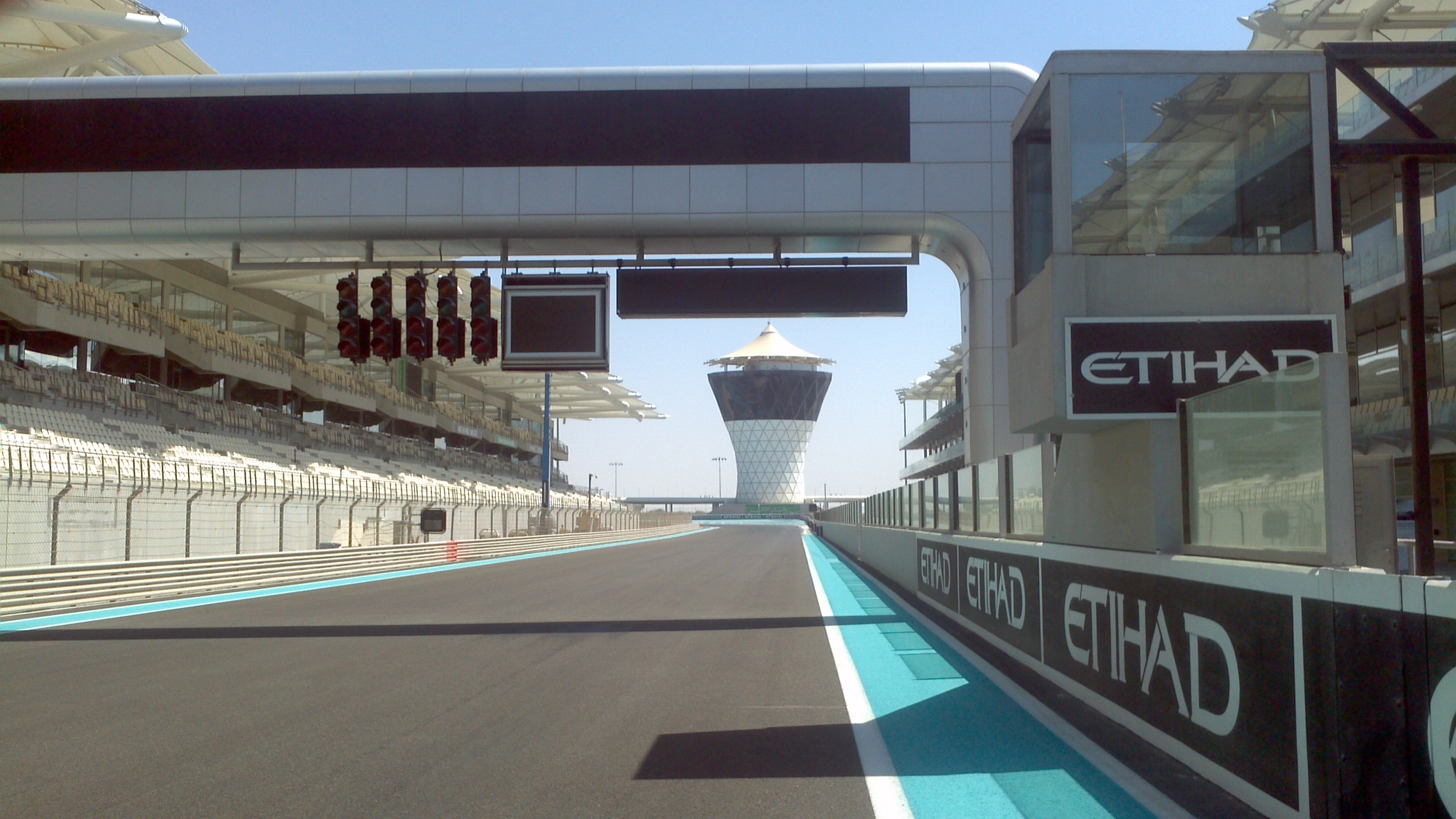